# Lufthansa Technik
Lufthansa Technik (LHT) — немецкая компания, специализирующаяся на техническом обслуживании авиатранспорта. Является дочерней компанией Lufthansa. Штаб-квартира расположена в Гамбурге.

## История
По итогам Второй мировой войны Германия не могла иметь свою авиакомпанию. Возрождение в ФРГ авиакомпании Lufthansa началось только а 1950-х годах. В качестве хаба и места технического обслуживания был выбран аэропорт Гамбург. Первый ангар и мастерские были построены в 1954 году. В 1960 году рядом с аэропортом Франкфурта был открыт ангар для технического обслуживания реактивных самолётов, на то время крупнейший в мире; в 1970 году там же был открыт ангар для широкофюзеляжных самолётов. В 1969 году был создан консорциум ATLAS по техническому обслуживанию широкофюзеляжных самолётов Boeing-747, в который вошли Lufthansa, Air France, Alitalia и Sabena; он распался в 1994 году.
Нефтяной кризис 1973 года привёл к удорожанию горючего и падению пассажиропотока, что вызвало финансовые проблемы у авиакомпании Lufthansa. С середины 1970-х годов подразделение технического обслуживания начало работать не только с самолётами Lufthansa, но и судами других авиакомпаний, а также оказывать техническую поддержку авиастроительной компании Airbus. Отдельным направлением стала внутренняя отделка частных самолётов. К 1982 году работа со сторонними клиентами приносила две трети выручки подразделения. В 1983 году началась модернизация центра технического обслуживания в Гамбурге; одной из причин было то, что в грунтовых водах было обнаружено высокое содержание керосина и химикатов, которые просачивались из мастерских центра. В 1989 году в Пекине было создано совместное предприятие Aircraft Maintenance and Engineering Corporation (Ameco Beijing), партнёром выступила китайская авиакомпания Air China. В 1991 году был открыт новый технический центр в аэропорту Берлин-Шёнефельд. Тогда же к подразделению технического обслуживания Lufthansa присоедился технический персонал авиакомпании ГДР Interflug.
В 1994 году было принято решение преобразовать подразделение технического обслуживания в компанию Lufthansa Technik, которая была официально зарегистрирована 17 октября, а начала работу 2 января 1995 года. К этому времени работа со сторонними клиентами приносила около 1 млрд немецких марок. Lufthansa Technik после реорганизации начала расширять географию деятельности: были открыты центры технического обслуживания самолётов в нескольких странах Европы (Болгария, Венгрия, Ирландия, Мальта), Азии (КНР, Малайзия, Филиппины) и в США. В 2002 году была куплена американская компания Hawker Pacific Aerospace, которая занималась ремонтом шасси и имела филиал в Великобритании. В 2005 году было создано совместное предприятие Spairliners с техническим подразделением Air France по закупке комплектующих. Ещё одно совместное предприятие, N3 Overhaul Services, в 2006 году было создано с Rolls Royce; в сентябре 2007 года оно открыло в Арнштадте центр по ремонту авиадвигателей серии Trent.
В 2021 году было продано несколько дочерних структур. Филиал в Ирландии Lufthansa Technik Shannon был продан местной компании Atlantic Aviation Group. Sabena Aerospace приобрела у LHT дочернюю компанию в Бельгии, а также международную сервисную сеть Lufthansa Technik Maintenance International, которая базировалась во Франкфурте и вела деятельность в Израиле, Испании, Нидерландах, Руанде и ЮАР.

## Деятельность
Lufthansa Technik входит в пятёрку крупнейших в мире компаний по техническому обслуживанию воздушных судов. Компания обслуживает около 5 тыс. самолётов. Деятельность включает техническое обслуживание, ремонт и модернизацию авиатранспорта, а также производство комплектующих. На авиакомпанию Lufthansa приходится около трети выручки, в целом у Lufthansa Technik 800 клиентов, включая производителей самолётов, операторов лизинга авиатранспорта, авиакомпании, государственные органы и вооруженные силы.
Выручка за 2024 год составила 7,44 млрд евро, из них 32 % пришлось на авиакомпанию Lufthansa, из остальной выручки на Америку пришлось 37 %, на Европу — 31 %, на Азиатско-Тихоокеанский регион — 22 %, на Ближний Восток и Африку — 10 %.

## Дочерние компании
Основные дочерние компании и совместные предприятия по состоянию на 2024 год:
- Lufthansa Technik AERO Alzey GmbH (Германия, 100 %) — ремонт и модернизация авиадвигателей;
- Lufthansa Technik Budapest (Венгрия, 100 %) — техническое обслуживание самолётов Airbus и Boeing;
- Lufthansa Technik Component Services LLC (США, 100 %) — техническое обслуживание и снабжение комплектующими;
- Lufthansa Technik Engine Services, Inc. (США, 100 %) — обслуживание авиадвигателей бизнес-джетов;
- Lufthansa Technik Landing Gear Services UK Limited (Великобритания, 100 %) — ремонт шасси;
- Lufthansa Technik Logistik Services GmbH (Германия, 100 %) — логистика, торговля, хранение и транспортировка материалов и комплектующих;
- Lufthansa Technik Malta Limited (Мальта, 92 %) — совместное предприятие с Air Malta;
- Lufthansa Technik Philippines Inc. (Филиппины, 51 %) — совместное предприятие с MacroAsia Corporation[англ.] по обслуживанию авиапарка Philippine Airlines;
- Lufthansa Technik Puerto Rico LLC (Пуэрто-Рико, 100 %) — модернизация самолётов Airbus A320;
- Lufthansa Technik Shenzhen Co. Ltd (КНР, 80 %) — совместное предприятие с Beijing Kailan Aviation Technology, техническое обслуживание самолётов;
- Lufthansa Technik Sofia OOD (Болгария, 75,1 %) — совместное предприятие с Bulgarian Aviation Group, техническое обслуживание самолётов;
- Lufthansa Industry Solutions (Германия) — консультации в сфере информационных технологий;
- Swiss Aviation Software AG (Швейцария, 100 %) — разработка программного обеспечения
- HEICO Corporation[англ.] (США, 20 %) — производство комплектующих.